# Cita en Senlis
Cita en Senlis (Le Rendez-vous de Senlis en su título original) es una obra de teatro del dramaturgo francés Jean Anouilh, estrenada en 1941.

## Argumento
George es un joven imaginativo y con iniciativa que en su intento de seducir a Isabelle, la mujer de sus sueños, se inventa una vida paralela y para terminar de impresionar a la mujer contrata a un grupo de actores que se hacen pasar por una familia que no es la suya. Desafortunadamente para George, su esposa real y el resto de familiares andan tras su pista.

## Estreno
- Théâtre de l'Atelier, París, 30 de enero de 1941.
  - Dirección: André Barsacq.
  - Intérpretes: Michel Vitold (Georges), Denise Bosc (Isabelle), Georges Rollin, Monelle Valentin, Marcel Pérès, Marcelle Monthill, Suzanne Dalthy, Jean Dasté.

## Estreno en España
- Teatro de la Comedia, Madrid, 27 de febrero de 1963.
  - Dirección: José Luis Alonso.
  - Decorados: Sigfrido Burmann.
  - Intérpretes: Vicente Parra (Jorge), Lola Herrera (Isabel), Aurora Redondo, Pastor Serrador, José Sancho, Amparo Martí, Francisco Pierrá, María Isabel Pallarés, Ricardo Canales, Pilar Sala.